# Idealismo trascendental
El idealismo trascendental o subjetivismo trascendental  es una concepción epistemológica y metafísica propuesta por el filósofo prusiano Immanuel Kant en el siglo XVIII.
Brevemente expuesto, el idealismo trascendental establece que todo conocimiento exige la existencia de dos elementos: el primero, externo al sujeto (lo dado, o principio material), es decir, un objeto de conocimiento. El segundo, propio del sujeto (lo puesto, o principio formal), que no es más que el sujeto mismo que conoce. Con respecto al segundo, Kant afirma que las condiciones de todo conocimiento no son puestas por el objeto conocido, sino por el sujeto que conoce. El sujeto que conoce introduce ciertas formas que, no preexistiendo en la realidad, son imprescindibles para comprenderla. Por esto sostiene Kant en la Crítica de la Razón Pura: "Pensamientos sin contenidos son vacíos; las intuiciones sin conceptos son ciegas" (A51). En otras palabras, sin sensibilidad nada nos sería dado y sin entendimiento, nada sería pensado.

Todo lo intuido en el espacio y el tiempo y con ello todos los objetos de nuestra experiencia posible, no es más que fenómenos, esto es, meras representaciones, que del modo en que se representan, como sustancia extensa o series de alteraciones, no tienen existencia propia e independiente aparte de nuestro pensamiento. A este concepto lo llamo idealismo trascendental.
Crítica de la razón pura, A491, B519

Lo que cae bajo nuestra capacidad de conocer se llama fenómeno. Aquello que se encuentra fuera se llama noúmeno.

## Niveles de conocimiento
Para Kant el conocimiento se compone de tres niveles diferentes y sucesivos. El primero es la sensibilidad, que se encarga de ordenar en el espacio y en el tiempo (espacio y tiempo que no preexisten en la realidad, sino que se alojan en nuestra sensibilidad como formas de conocer) las impresiones que tiene el sujeto. En segundo lugar encontramos el entendimiento, cuya función es organizar estas impresiones a partir de ciertas categorías (que tampoco preexisten en el mundo, sino que constituyen formas a partir de las cuales interpretamos al mundo) que nos permiten constituir juicios. Por último, en el nivel de razón, el sujeto aprende de estos juicios y trata de relacionarlos con la realidad para buscar principios más generales (condiciones incondicionadas). Esta tendencia a buscar principios generales del conocimiento está marcada por las formas a priori (a priori significa en Kant: «sin intervención de la experiencia») de la razón, y presuponer su existencia más allá de la experiencia y con independencia de ésta es lo que se denomina Idealismo trascendental.

## Precedentes
La elección de estas tres ideas no es casual: Dios, alma y mundo se corresponden, ni más ni menos, con las tres sustancias cartesianas: res cogitans («pienso, ergo existo», la propia conciencia, la sustancia pensante), res infinita (Dios) y res extensa (Mundo, o realidad externa, la sustancia extensa, lo material). Las mismas que serán luego investigadas por John Locke y David Hume.

## Consecuencias
El cambio en la comprensión del conocimiento planteado por Kant supuso una auténtica revolución, que él mismo calificó como revolución copernicana de la filosofía moderna. Si hasta entonces el problema del conocimiento hacía girar al sujeto en torno al objeto, la propuesta kantiana invierte esa relación y hace que sea el objeto el que deba adecuarse a las condiciones del sujeto. Sin embargo, eso no significa que Kant proponga un subjetivismo extremo, o una forma de convencionalismo epistemológico o moral: para Kant las formas de captar la realidad son universales, idénticas en todos los seres humanos, en sintonía con los ideales de la Ilustración, movimiento del cual es el máximo representante en Alemania.